# Ferrol (Comarca)
Die Comarca Ferrol ist eine Verwaltungseinheit Galiciens. 
Die  Fläche von 623,44 km² entspricht 2,07 % der Fläche Galiciens.

## Gemeinden
| Gemeinde       | Einwohner (2024) | Fläche km² | Dichte Einw./km² | Cod INE | Postleitzahl        |
| -------------- | ---------------- | ---------- | ---------------- | ------- | ------------------- |
| Ares           | 6.156            | 18,31      | 336              | 15004   | 15623–15625         |
| Cedeira        | 6.548            | 85,42      | 77               | 15022   | 15350               |
| Fene           | 12.530           | 26,31      | 476              | 15035   | 15500               |
| Ferrol         | 64.218           | 82,65      | 777              | 15036   | 15401–15406         |
| Moeche         | 1.200            | 48,50      | 25               | 15049   | 15563               |
| Mugardos       | 5.195            | 12,77      | 407              | 15051   | 15620, 15266, 15627 |
| Narón          | 39.285           | 66,91      | 587              | 15054   | 15570               |
| Neda           | 4.868            | 24,46      | 199              | 15055   | 15510               |
| San Sadurniño  | 2.733            | 98,98      | 28               | 15076   | 15560               |
| As Somozas     | 1.068            | 70,91      | 15               | 15081   | 15565               |
| Valdoviño      | 6.857            | 88,22      | 78               | 15087   | 15552               |
| Comarca Ferrol | 150.658          | 623,44     | 242              | –       | –                   |